# Горњи Лапац
Горњи Лапац је насељено мјесто у општини Доњи Лапац, источна Лика, Република Хрватска.

## Географија
Горњи Лапац је удаљен око 6 км југоисточно од Доњег Лапца.

## Историја
Горњи Лапац се од распада Југославије до августа 1995. године налазио у Републици Српској Крајини.

## Становништво
Горњи Лапац се од пописа становништва 1961. до августа 1995. налазио у саставу некадашње општине Доњи Лапац. Током пописа становништа од 1948. до 1981. године, насеље Доњи Лапац је било у саставу насеља Гајине. Према попису становништва из 2011. године, насеље Горњи Лапац је имало 57 становника.
| Националност       | 1991. | 1981. | 1971. | 1961. |
| Срби               | 179   | 161   |       |       |
| Југословени        | 9     | 21    |       |       |
| Хрвати             | 6     | 4     |       |       |
| остали и непознато |       | 1     |       |       |
| Укупно             | 194   | 187   | '     | '     |

| Демографија | Демографија | Демографија |
| Година      | Становника  | Становника  |
| ----------- | ----------- | ----------- |
| 1981.       | 187         |             |
| 1991.       | 194         |             |
| 2001.       | 32          |             |
| 2011.       |             | 57          |